# Kim and Buran
Кім і Буран — петербурзький музичний колектив, що грає в жанрі Sci-Fi/easy-listening. Композитором групи є Слава Зав'ялов.

## Історія
Гурт з'явився в листопаді 2004 року, названий на честь героїв радянського мультфільму «Таємниця третьої планети» — капітанів-космонавтів Кіма і Бурана. Спочатку в ньому було дві людини: Слава Зав'ялов та Ігор Квіток (бас-гітарист). У 2005 році зі складу пішов Ігор Цвєтков, замість нього на бас-гітарі відтоді грає Роман Толмачов. Незабаром з'явився барабанщик Олексій Альошин і гітарист Михайло Шульгін з «Море & Рельси», якого в 2012 році замінив Олександр Дмитрієв. Брали участь у фестивалях СКІФ-2004, Стереоліто-2005, грали на розігріві у гурту «Zodiac» в 2006 році.

## Музика
Заряд натхнення і перші враження були отримані від Жана Жака Перрея, Жана Мішеля Жарра, Олександра Зацепіна і вилилися в проникливу космічну романтику і ностальгію. У ній ми відчуваються дитинство, простір, космос, глибина, щось далеке і близьке одночасно.

## Звучання
Прагнення до ретрозвуку виразилося у використанні аналогових синтезаторів (таких як ФАЕМІ — 1М, OPUS, Електроніка М-25, АЛІСА, Yamaha CS-5, Roland Juno 106) і семплів з фільмів 1960-х років. В їх музиці органічно поєднуються sci-fi, space dance pop, easy-listening і downtempo.

## Склад групи
- Слава Зав'ялов
- Роман Толмачов
- Олексій Альошин
- Олександр Дмитрієв

Зав'ялов Слава — автор всієї музики і концепції. Грає на старих радянських синтезаторах (останнім часом також на сучасних). Толмачов Роман фактично замінив Ігоря Цвєткова, що залишив гурт у липні 2005-го. Він допомагає розвитку групи, висуває нові ідеї, грає на бас-гітарі. Олексій Альошин — третій член групи, з'явився в листопаді 2005-го, грає на барабанах. У 2012 гітаристом гурту став Олександр Дмитрієв.

## Дискографія

### Альбоми
- 2004 — Kosmos For Children (Solnze Records)
- 2005 — Rock'n ' Robot (Solnze Records)
- 2006 — My Humanoid Friend (ChebuRec)
- 2008 — Flight B (Solnze Records)
- 2009 — Space for you (інтернет-реліз)
- 2010 — Мама (інтернет-реліз)
- 2016 — Орбіта
- 2020 — Best Melodies (Chudesound,Soyuz Rec)
- 2022 — Tramplin (Nang Records,UK)

### Сингли і міні-альбоми
- 2013 — Telescope (United Records)
- 2013 — Voyager EP (Nang Records)
- 2014 — Fly to sea EP (Nang Records)

## Інтерв'ю
- Березень, 2013 City Guide (рос.)
- Pro High End № 02(12)2013 — Домашній космос (рос.)
- Серпень, 2009 — Lookatme.ru Космос як передчуття [Архівовано 2 жовтня 2016 у Wayback Machine.] (рос.)
- Листопад, 2006 — Be-in.ru Слава Зав'ялов, група «Кім і Буран» [Архівовано 16 серпня 2016 у Wayback Machine.] (рос.)